# إيزابيل أدرياني
إيزابيل أدرياني (بالإيطالية: Isabelle Adriani) هي صحفية ومغنية وكاتِبة وممثلة إيطالية، ولدت في 22 يونيو 1972 في إيطاليا.

## أعمال

### أفلام
- (2010) الأمريكي[1][2]
- (2016) المسيح الصغير[3]

## وصلات خارجية
- إيزابيل أدرياني على موقع IMDb (الإنجليزية)
- إيزابيل أدرياني على موقع ألو سيني (الفرنسية)
- إيزابيل أدرياني على موقع أول موفي (الإنجليزية)
- إيزابيل أدرياني على موقع قاعدة بيانات الفيلم (الإنجليزية)
- إيزابيل أدرياني على موقع كينوبويسك (الروسية)